# Copablepharon hopfingeri
Copablepharon hopfingeri là một loài bướm đêm trong họ Noctuidae.